# Hopsin
Marcus Jamal Hopson, conocido como Hopsin (Los Ángeles, California, 18 de julio de 1985), es un rapero, actor y productor discográfico estadounidense. 
Comenzó su carrera en el 2001, cuando hizo un cameo en la película Max Keeble's Big Move.
En 2007, firmó con Ruthless Records, y fundó su propio sello discográfico, Funk Volume, en 2009. Luego fundaría otro sello discográfico, Undercover Prodigy, en 2016. Hopsin ha lanzado cinco álbumes de estudio, Gazing at la luz de la luna a través de Ruthless Records, Raw, Knock Madness y el Pound Syndrome, junto con el proyecto colaborativo Haywire con SwizZz a través de Funk Volume y No Shame.  Él es bien conocido por su uso de lentes de contacto de color blanco en videos musicales, actuaciones y entrevistas.

## Primeros años
Marcus Hopson nació el 18 de julio de 1985 en Los Ángeles y se crio en el gran barrio hispano de Panorama City en Los Ángeles. Asistió a la escuela secundaria James Monroe, donde recibió clases de educación especial. Hopsin ha sido un ávido patinador desde la edad de doce años, y muchos de sus videos musicales lo presentan como patinador. Comenzó a rapear a los dieciséis años, y se tomó más en serio su afición en 2003, año en que se grabaron la mayoría de las pistas del álbum de producción propia de Hopsin, Emurge. En 2004, Hopsin y un grupo de amigos fueron arrestados por vandalizar las propiedades de James Monroe High School. Se suponía que era una broma de la escuela, pero luego todos fueron acusados y retenidos con una fianza de $ 20,000. El lúpulo que se retiró ese mismo año fue enviado a la cárcel del condado de Los Ángeles, donde pasó un año. Luego de su lanzamiento en 2005, comenzó a dedicarse a la carrera de música, compró un micrófono e instaló FL Studio (conocido en ese momento como FruityLoops) en su computadora. Él acredita a Eminem como el rapero que inicialmente lo hizo interesarse en la música hip hop.

## Carrera musical

### 2003–09: Comienzos de carrera, Rachas despiadadas y Volumen de Funk
Hopsin comenzó a grabar su proyecto debut Emurge en 2002 y finalmente se lanzó localmente en 2003, las copias del proyecto son muy escasas y difíciles de encontrar, una versión pirata apareció en línea en 2008 y tenía muchas canciones adicionales, sin embargo, hasta el día de hoy el álbum nunca ha sido lanzado oficialmente Hopsin había firmado inicialmente con Ruthless Records en 2007 e incluso comenzó a grabar su álbum de debut ya en 2004. Originalmente fue aclamado como una de las fuerzas impulsoras detrás de los intentos de devolver a Ruthless Records a la gloria anterior. El primer sencillo de Hopsin de su álbum debut "Pans in the Kitchen" se lanzó el 27 de mayo de 2008. El álbum fue creado por Hopsin y no presenta colaboraciones con otros artistas. Sin embargo, su álbum debut, Gazing at the Moonlight no se lanzó hasta el 27 de octubre de 2009, con poca o ninguna promoción. Poco después del lanzamiento del álbum, Hopsin buscó su lanzamiento de Ruthless Records debido a la falta de compensación financiera, apoyo del artista y promoción. Poco antes de la salida de Ruthless Records, Hopsin fundó su propio sello independiente, Funk Volume, con Damien Ritter. SwizZz, el hermano menor de Damien Ritter y excompañero de Hopsin en Monroe High, fue el primer artista en firmar con Funk Volume. Records at the timePoco después de lanzar Funk Volume, tanto Hopsin como SwizZz lanzaron una mixtape colaborativa titulada Haywire en junio de 2009 para promover la etiqueta. Funk Volume originalmente quería venderlo para la venta al por menor, pero no pudo debido a que Hopsin aún estaba siendo contratado por Ruthless Records en ese momento. En el sitio web de Mixtape, DatPiff, ha sido certificado Gold por haber sido descargado más de 100,000 veces y luego estará disponible para su compra para descarga digital a través de iTunes y Amazon.com.

### 2010-11: Éxito con Funk Volume y Raw
Hopsin lanzó "Nocturnal Rainbows" como el primer sencillo de su próximo segundo álbum, Raw el 1 de agosto de 2010. El 8 de octubre de 2010, Hopsin lanzó un video musical para la canción "Sag My Pants", el segundo sencillo. Raw en YouTube.  El video se convirtió en un éxito de YouTube y actualmente tiene más de 37 millones de visitas. En la canción, Hopsin se burla y disuade a otros raperos como Lil Wayne, Drake, Soulja Boy, Lupe Fiasco, Rick Ross y Tomica Wright, la dueña de Ruthless Records.  El segundo álbum de Hopsin, Raw, se lanzó el 19 de noviembre de 2010. En marzo de 2011, Hopsin realizó una gira nacional de dos meses para promocionar Raw con la gira I Am RAW.
En julio de 2011, Hopsin lanzó la cuarta entrega de su serie de videos "Ill Mind of Hopsin", que luego recibió más de 21 millones de visitas en YouTube.  En él, él disuade a Tyler, el creador del colectivo de hip hop de Los Ángeles, Odd Future. El 31 de octubre de 2011, Hopsin apareció en un juego de rap de batalla móvil, Battle Rap Stars de Jump Shot Media.

### 2012-13: Avance de la corriente principal y Knock Madness
En enero de 2012, Hopsin consiguió un lugar en "Sucker Free Sunday" de MTV2 al aparecer en el video musical de Tech N9ne para " Am IA Psycho? ". En febrero de 2012, Hopsin apareció en la portada de XXL como parte de su "lista de los 10 mejores estudiantes de primer año" junto con sus compañeros raperos French Montana, MGK, Danny Brown, Roscoe Dash, Iggy Azalea, Macklemore, Don Trip y Kid. Tinta   En julio de 2012, Hopsin lanzó la quinta entrega de su serie de videos "Ill Mind of Hopsin" que llegó a YouTube con gran éxito.  Había recibido más de 1 millón de visitas en menos de 24 horas y actualmente tiene más de 50 millones de visitas.     En "La mente enferma de Hopsin 5 ", Hopsin expresa su frustración con la juventud cansada y el desencanto hacia otros raperos que no son relacionados.  También figuraba en el número 17 de la lista de canciones digitales Hot R & B / Hip-Hop de Billboard.   En octubre de 2012, Hopsin hizo una aparición en un BET Cypher durante los Premios BET Hip Hop 2012 junto a Schoolboy Q , Mac Miller y Mystikal .   
El álbum de Hopsin, Knock Madness fue lanzado el 26 de noviembre de 2013 con bastante éxito en los Rap Charts de los EE. UU.   Los invitados destacados para el álbum incluyen Dizzy Wright , SwizZz , Jarren Benton y Tech N9ne .  Él ha dicho que el álbum tiene un mensaje más positivo y dijo que es "mejor que Detox del Dr. Dre ".   Hopsin y el resto de los artistas de Funk Volume realizaron una gira mundial de tres meses en el otoño de 2012, que incluyó 58 shows en 60 días en los Estados Unidos , Europa y Australia .   
En diciembre de 2012, Hopsin insinuó en sus páginas de Facebook y Twitter que él y Travis Barker están trabajando juntos en un proyecto, aún no se habían publicado más detalles sobre el proyecto. Sin embargo, a finales de diciembre, Travis Barker diría que están trabajando en un EP de colaboración que se lanzará en 2013. Luego, el 5 de febrero de 2012, Hopsin diría que toda la producción se había terminado para el EP.   El 24 de enero de 2013, Funk Volume lanzó un video musical con toda la lista;  Hopsin, Dizzy Wright , SwiZzZ, Jarren Benton y DJ Hoppa por una canción titulada "Funk Volume 2013". El 30 de marzo de 2013 se presentó en el festival de Cuotas pagadas de 2013 en San Bernardino, California.  
El 18 de julio de 2013, Hopsin lanzó "Ill Mind Six: Old Friend" en su canal de YouTube.  Al final del video, la fecha de lanzamiento de Knock Madness se confirmó como 26 de noviembre de 2013.  Más tarde dijo que la canción no es la sexta canción de la serie "Ill Mind of Hopsin", y que en cambio es una canción. en Knock Madness titulada "Old Friend".   Knock Madness fue lanzado el 26 de noviembre de 2013 por Funk Volume y debutó en el número 76 en el Billboard 200 con ventas de la primera semana de 12,000 copias.  El álbum contiene apariciones como invitado de SwizZz, Dizzy Wright, Jarren Benton y Tech N9ne, además de ser producido principalmente por el propio Hopsin.  También fue apoyado por los sencillos " Hop Is Back " y "Rip Your Heart Out".  Después de la gira de Knock Madness que comenzó en diciembre de 2013, Hopsin planeaba hacer una pausa también diciendo: "Cuando me tome un descanso, todavía voy a hacer música, no voy a promocionar públicamente una mierda. Simplemente voy a estar en mi propia casa, haciendo lo que sea que quiero hacer. Encontrándome como persona ".

### 2014-15: Síndrome de libra
El 30 de enero de 2014, mientras estaba de gira, Hopsin tenía previsto presentar un espectáculo en Fort Collins, Colorado, pero sintiéndose profundamente deprimido e incluso suicida, salió por la puerta trasera del lugar antes de la presentación.  Se escondió en una casa en construcción hasta que llamó a un amigo para que lo recogiera. Sin embargo, el 11 de julio de 2015, para hacer las paces, realizó un espectáculo gratuito para los fanáticos en Fort Collins en el mismo lugar donde originalmente iba a actuar y dedicó una canción titulada "Fort Collins" en su álbum. Síndrome de libra .  
El 1 de julio de 2014, Hopsin publicó una foto de su foto policial en la que decía que lanzaría "Ill Mind of Hopsin 7" el 18 de julio de 2014. Luego declaró que era la canción más auténtica que escribió en su carrera. .    El video de "Ill Mind of Hopsin 7" obtuvo más de 1 millón de visitas a YouTube en un día.  En "Ill Mind of Hopsin 7", Hopsin comparte líricamente sus creencias religiosas, sus opiniones sobre otras creencias religiosas y las conexiones entre religión, historia y gobierno.
Hopsin había revelado en su instagram que se retiraría del rap y se mudaría a Australia.  Sin embargo, el 25 de diciembre de 2014, Hopsin compartió un video en su canal de YouTube llamado "La verdadera razón por la que Hopsin abandonó la industria de la música" con su compañero en el sello Jarren Benton inspirado en la película Dumb and Dumber. fue una broma, y también reveló que lanzará un nuevo álbum llamado Pound Syndrome en 2015.    
El 27 de mayo de 2015, se publicó una entrevista en el canal de YouTube de Sway Calloway , tocando su aparición en el Soundest Music Festival y anunciando que el Síndrome de Libra se lanzará el 24 de julio. En la entrevista, dijo que esto es "definitivamente El mejor álbum que [él] haya creado jamás, sin lugar a dudas ".   En junio de 2015, tanto "Sag My Pants" como "Ill Mind of Hopsin 5" fueron certificados Oro por la RIAA .  El 1 de junio de 2015, se lanzó el primer sencillo del álbum "Crown Me".  El segundo sencillo "Fly" fue lanzado el 8 de julio de 2015. También en julio de 2015, se anunció que Hopsin había firmado un acuerdo de distribución con Warner Bros. Records .  Pound Syndrome fue lanzado el 24 de julio de 2015. El álbum debutó en el número 17 en el Billboard 200 con ventas en la primera semana de 17,000 copias.  

### 2016 – presente: Prodigy encubierto y no vergüenza
En enero de 2016, Hopsin había anunciado en las redes sociales que Funk Volume está "oficialmente muerto", debido a los problemas comerciales en curso y las disputas financieras con su socio comercial y cofundador del sello, Damien Ritter.  En marzo de 2016, Hopsin dejó oficialmente Funk Volume y desde entonces fundó su propia compañía discográfica independiente, Undercover Prodigy .  Lanzó " Ill Mind of Hopsin 8 " bajo la etiqueta, que también es una canción para Damien Ritter.   En febrero de 2017, Hopsin confirmó su quinto álbum de estudio y lanzó su sencillo titulado "All Your Fault".  
El 22 de septiembre de 2017, Hopsin lanzó un sencillo titulado "The Purge". El siguiente sencillo, "Happy Ending", fue lanzado el 13 de octubre de 2017. En el mismo mes, Hopsin confirmó en una entrevista que firmó un acuerdo de distribución con 300 Entertainment .    El 1 de noviembre de 2017, Hopsin lanzó el sencillo "Witch Doctor" y confirmó su quinto álbum de estudio, titulado No Shame .  El álbum fue lanzado el 24 de noviembre de 2017.

## Filmografía
- Max Keeble's Big Move (2001) ... Chico de la pizzería